# Steaguri ale marinei militare

Simbol vexilologic pentru marina militară potrivit lui W. Smith

Steagurile marinei militare (sau steagurile de război) sunt acele steaguri folosite doar de navele militare drept steaguri naționale. 
Pe lângă steagurile marinei comerciale, steagurile marinei militare se numără printre primele alcătuiri ale steagurilor naționale. În afară de steagurile de război, navele militare mai afișează în porturi și un steag de provă (sau steag de bompres). Forma acestuia din urmă este adesea derivată din forma steagului de război, însă poate fi și simplificat sau poate avea un alt raport al laturilor.

## Germania
| Steagul actual al marinei militare germane |

### Steaguri istorice ale marinei de război germane

Reichsflotte 1848–1852
Confederația Germană de Nord 1867–1871, Imperiul German 1871–1892
Imperiul German 1892–1903
Imperiul German 1903–1919 de facto până în 1921
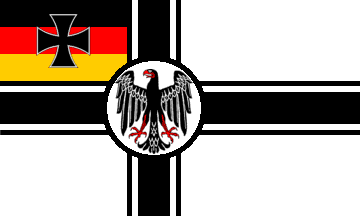
Imperiul German (Republica de la Weimar) 1919
Republica de la Weimar 1921–1933
Imperiul German 1933–1935
Imperiul German 1935–1945
Republica Democrată Germană (Nave de război) 1955–1990
RDG (Nave auxiliare) 1955–1990
RDG (Brigada de graniță)

## Austria
Steagul navelor militare austrice este drapelul Austriei.
| Drapelul Austriei |

Steaguri istorice ale marinei militare austriece

Țările Coroanei și Imperiul Austriac 1786–1869
Austro-Ungaria 1869–1918

## Alte țări
Cele mai multe state folosesc drept steaguri ale marinei militare drapelul național în forma lui standard. În alte țări nu există steaguri ale marinei militare deoarece acele state au doar ape interne. Navele de patrulare poartă aici steagul militar sau drapelul național.
Următoarea listă nu este exhaustivă și are doar valoare de exemplu.

### Pavilion
Unul dintre primele steaguri speciale ale marinei militare a fost pavilionul britanic White Ensign. În zilele noastre, multe țări (în special foste colonii britanice) și-au croit steaguri ale marinei militare pe modelul stindardului britanic.
| White Ensign  | White Ensign Australia | Ghana              | India   | Jamaica | Lituania |
| Noua Zeelandă | Africa de Sud          | Trinidad și Tobago | Ucraina | Bolivia |          |

### Steme adăugate drapelului național
| Egipt  | Algeria  | Bolivia | Costa Rica | Rep. Dominicană | El Salvador    | Guatemala | Haiti     |
| Italia | Columbia | Croația | Maroc      | Peru            | Arabia Saudită | Thailanda | Venezuela |

### Steaguri dublu-triunghiulare sau alte forme triunghiulare
| Danemarca | Islanda | Norvegia | Suedia | Germania | Estonia | Finlanda | Polonia |

### Alte proporții
| Ecuador | Franța | Guyana | Pakistan |

### Design propriu
| Albania | Azerbaidjan | Belgia  | Bulgaria  | Cambogia | RP China | Georgia | Israel |
| Japonia | Kazahstan   | Letonia | Mauritius | Rusia    | Tonga    | Ungaria |        |